# 乗願寺 (青梅市)
乗願寺（じょうがんじ）は、東京都青梅市にある時宗の寺院。

## 概略と沿革
正安2年（1300年）、当麻無量光寺にいた遊行2代他阿真教が勝沼城主三田長綱に招請されて開山したと伝える。但し箕田定恵も開山としているため混乱している。戦国時代末期に檀越の三田氏が後北条氏に敗れ、さらに小田原征伐に巻き込まれて寺は焼失した。慶長年間（1596年～1615年）に24世覚阿性海により再建された。慶安2年（1649年）朱印地3石を賜った。当寺44世住職飯田覚誠は本寺の無量光寺60世他阿上人になっている。

## 文化財
青梅市指定有形文化財
- 三田氏軍旗および兜前立 - 1964年（昭和39年）11月3日指定[4]。兜の飾りである前立は十本骨開き扇で、軍旗は上部に前立と同じ扇の図を描き、下部三つ巴紋をあしらう。2点とも三田綱秀所用と伝わる[5]。
- 木造阿弥陀如来立像 - 2005年（平成17年）4月1日指定[4]。本尊。鎌倉幕府8代将軍久明親王から三田長綱が賜ったものだという[2]。

青梅市指定史跡
- 乗願寺 - 1953年（昭和28年）11月3日指定[4]。

その他
- 小峰峯真墓 - 江戸時代中・後期の書家[6]。小峰家は地元の商家で、代々檀家。

## 交通アクセス
東日本旅客鉄道青梅線東青梅駅より徒歩約15分